# 集貝花
集貝花（日语：／ Tamegai Hana，1997年9月20日—）是日本的女性聲優，東京都出身。隸屬於Atomic Monkey。

## 人物
小學時曾參加兒童劇團，後來立志朝演劇之路邁進。
2014年參加第三回全日本聲優比賽「聲優魂」，通過最終審查，並得到聲優部門的國內類別獎。
2017年成為Atomic Monkey的聲優·演技研究所的第12期生，2019年4月加入Atomic Monkey。

## 演出作品
※粗體字為主要角色。

### 電視動畫
2019年
- 萌獸寵物店（米夏[5]）

2020年
- 地縛少年花子君（女學生B、女學生A、小孩A）
- 異種族風俗娘評鑑指南（小目）
- 輝夜姬想讓人告白？～天才們的戀愛頭腦戰～（女學生）
- 『催眠麥克風 -Division Rap Battle-』Rhyme Anima（女性D）
- 哆啦A夢（カボチャの子、リポーター）
- ETERNITY～深夜的濡戀頻道♡～（名越千尋、森下美奈） - 通常版

2021年
- WAVE!!～來衝浪吧!!～（女學生、悠汰〈少年期〉、女孩子、觀眾）
- ICHU偶像进行曲（觀眾D）
- 王之逆襲：意志的繼承者（小孩2）
- 暗黑企業的迷宮（俱樂部的大姐姐）
- IDOLiSH7 Third BEAT!（女高中生E）

2022年
- 闇影詩章F（乙坂シオン、メイティ）
- 惑星公主蜥蜴騎士（幼年太朗）

2023年
- 偶像大師 灰姑娘女孩 U149（的場梨沙[6]）

2024年
- 新幹線變形機器人 CHANGE THE WORLD（碧娜[7]）
- 單人房、日照一般、附天使。（堤紬[8]）
- 靠廢柴技能【狀態異常】成為最強的我將蹂躪一切（苅谷幾美、灯河的叔母、莉莉·阿達曼丁）

2025年
- 最弱技能《果實大師》 ～關於能無限食用技能果實（吃了就會死）這件事～（莫妮卡[9]）
- 神統記（愛露薇[10]）

### OVA
2023年
- 偶像大師 灰姑娘女孩 U149（的場梨沙）※Blu-ray第4卷收錄

### 網路動畫
2019年
- THE IDOLM@STER CINDERELLA GIRLS 8周年特別企畫 Spin-off!（梨沙〈的場梨沙〉[11]）

2020年
- 偶像大師 灰姑娘女孩劇場 Extra Stage（的場梨沙）

### 遊戲
2016年
- 怪物彈珠（2016年 - 2024年 妙爾尼爾、貝比亞克、普拉姆、巴御前、道明寺杏子〈八橋〉、馬格・梅爾〈梅爾〉、可愛朵莉、理查1世、卡洛、雷米爾、白蟻女王〈白蟻兵〉、聖誕節的大樂聖 貝多芬〈唱歌的雪人〉、風箏兄弟、緒方洪庵）

2017年
- GIRLS REBORN
- Fight League 交鋒聯盟（梅茉琳[12]、瑪琪[13]、芙莉[14]）
- Smash & Magic（亞姆、皮諾可、潔諾比亞、梅亞、莉娜、蕾貝卡）

2019年
- 怪物彈珠夢想企業（雷米爾）

2020年
- 偶像大師 灰姑娘女孩 星光舞台（的場梨沙）

2023年
- 超偵探事件簿 霧雨謎宮（九尾猫）

### 廣播節目
- &CAST!!!Hour Lovepalette！（2019年，超!A&G+、&CAST!!!）[15]

### 朗讀劇
- 萬聖節惡夢派對（2018年10月19日，調布市仙川劇場）
- 再見，Maison de櫻台（2019年8月25日，joyjoy Station）

## 音樂CD

### 角色歌
| 發售日   | 商品名稱                                  | 演唱名義 | 歌曲   | 備註                                                                      |
| 2019年   | 2019年                                    | 2019年 | 2019年 | 2019年                                                                    |
| -------- | ----------------------------------------- | --- | ------ | ------------------------------------------------------------------------- |
| 11月20日 | THE IDOLM@STER CINDERELLA GIRLS Spin-off! | 佐藤心（花守由美里）、神谷奈緒（松井惠理子）、的場梨沙（集貝花）、一之瀨志希（藍原琴美）、黒埼千歲（佐倉薰） | 「」   | 網路動畫《THE IDOLM@STER CINDERELLA GIRLS 8周年特別企畫 Spin-off!》主題曲 |
| 11月20日 | THE IDOLM@STER CINDERELLA GIRLS Spin-off! | 的場梨沙（集貝花）                                                                                           | 「」   | 網路動畫《THE IDOLM@STER CINDERELLA GIRLS 8周年特別企畫 Spin-off!》主題曲 |

## 外部連結
- 事務所官方簡歷 （页面存档备份，存于）（日語）
- 集貝花的X（前Twitter）（日語）